# Kollegturm (Mindelheim)

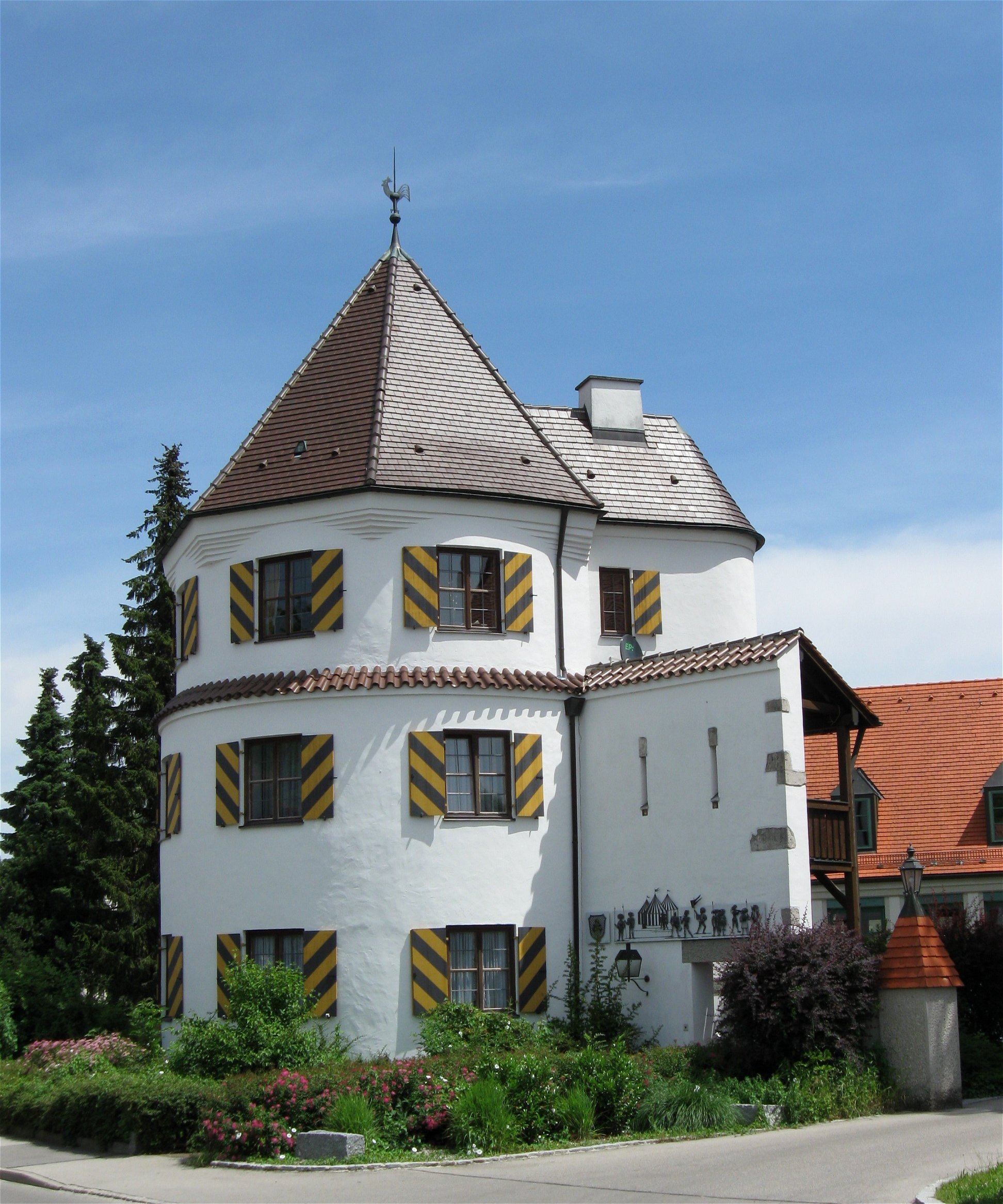
Kollegturm in Mindelheim

Der Kollegturm in Mindelheim ist ein denkmalgeschütztes Bauwerk im Landkreis Unterallgäu (Bayern). Der Turm befand sich ehemals an der Nordwestecke der Stadtbefestigung von Mindelheim und steht jetzt frei. Der Name leitet sich vom ehemaligen benachbarten Jesuitenkollegium ab. Der Turm aus Ziegelsteinen wurde um das Jahr 1500 errichtet und besteht aus drei Geschossen. Im 19. Jahrhundert wurde das Gebäude in einen Wohnturm umgebaut.

## Beschreibung
Der Grundriss des Turmes besteht aus einem Dreiviertelkreis, dessen Seite zur Stadt hin gerade abgeschlossen ist. Zwischen dem zweiten und dritten Geschoss befindet sich ein umlaufender von Hohlziegeln gedeckter Absatz. Das dritte Geschoss ist dabei leicht zurückspringend. In allen drei Geschossen sind querrechteckige Fenster eingebaut. Gedeckt ist der Turm mit einem sechsseitigen Zeltdach mit Ziegeln. Die ehemalige Stadtmauer entspricht der Höhe des Absatzes zwischen dem zweiten und dritten Geschoss.